# Indie na Zimowych Igrzyskach Olimpijskich Młodzieży 2012
Indie na Zimowych Igrzyskach Olimpijskich Młodzieży 2012, które odbywały się w Innsbrucku  reprezentowała 1 zawodniczka.

## Skład reprezentacji Indii

### Narciarstwo alpejskie
Dziewczęta
| Zawodnik       | Konkurencja   | Wyniki  | Wyniki  | Wyniki  | Wyniki  |
| Zawodnik       | Konkurencja   | Runda 1 | Runda 2 | Razem   | Miejsce |
| -------------- | ------------- | ------- | ------- | ------- | ------- |
| Aanchal Thakur | Slalom        | 1:06.70 | 1:02.76 | 2:09.46 | 27.     |
| Aanchal Thakur | Slalom gigant | 1:23.83 | 1:24.88 | 2:48.71 | 43.     |